# Tempête de neige en mer
Pour les articles homonymes, voir Tempête (homonymie).
Tempête de neige en mer (Snow Storm - Steam-Boat off a Harbour's Mouth), ou simplement Tempête de neige, est un tableau réalisé par le peintre Joseph Mallord William Turner en 1842.
Il s'agit d'un bateau à vapeur pris dans une tempête de neige. Il est typique du style de Turner qui se retrouve par exemple dans Le Négrier (1840) ou Pluie, Vapeur et Vitesse (1844). La légende dit que Turner aurait conçu cette image attaché au mât d'un navire lors d'une réelle tempête en mer.
Il est conservé à la Tate Britain de Londres.
Ce tableau de Turner possède un titre précis qui nous permet de mieux comprendre la scène représentée et la confusion des éléments. 